# Trochetiopsis benjamini
Trochetiopsis benjamini är en malvaväxtart som beskrevs av Q.C.B. Cronk. Trochetiopsis benjamini ingår i släktet Trochetiopsis och familjen malvaväxter. Inga underarter finns listade i Catalogue of Life.